# Sklená
Sklená (do roku 1948 Glasberg) je malá vesnice, část města Kraslice v okrese Sokolov v Karlovarském kraji. Nachází se asi 1,5 kilometru východně od Kraslic. Je zde evidováno 28 adres. V roce 2011 zde trvale žilo 33 obyvatel.
Sklená leží v katastrálním území Kraslice o výměře 13,01 km².

## Historie
První písemná zmínka o vesnici pochází z roku 1785.
Kdy osada vznikla se neví, nejspíše to bylo v období rozkvětu kraslického hornictví v 16. století. V 19. století se zde nacházela škola a hospoda.
Nad osadou stála až do první světové války dřevěná rozhledna. Rozhledna chátrala, po válce však byla obnovena. Součástí rozhledny byla turistická chata. Po druhé světové válce byla rozhledna zbořena.

## Obyvatelstvo
Při sčítání lidu v roce 1921 zde žilo 394 obyvatel, z nichž bylo 393 Němců a jeden byl cizinec. K římskokatolické církvi se hlásilo 392 obyvatel, k evangelické dva obyvatelé.
| Rok            | 1869 | 1880 | 1890 | 1900 | 1910 | 1921 | 1930 | 1950 | 1961 | 1970 | 1980 | 1991 | 2001 | 2011 | 2021 |
| -------------- | ---- | ---- | ---- | ---- | ---- | ---- | ---- | ---- | ---- | ---- | ---- | ---- | ---- | ---- | ---- |
| Počet obyvatel | 214  | 241  | 229  | 338  | 439  | 394  | 412  | 53   | 55   | 46   | 31   | 39   | 36   | 33   | 20   |
| Počet domů     | 21   | 27   | 31   | 45   | 48   | 49   | 55   | 62   | -    | 12   | 10   | 15   | 21   | 15   | 12   |

## Pamětihodnosti

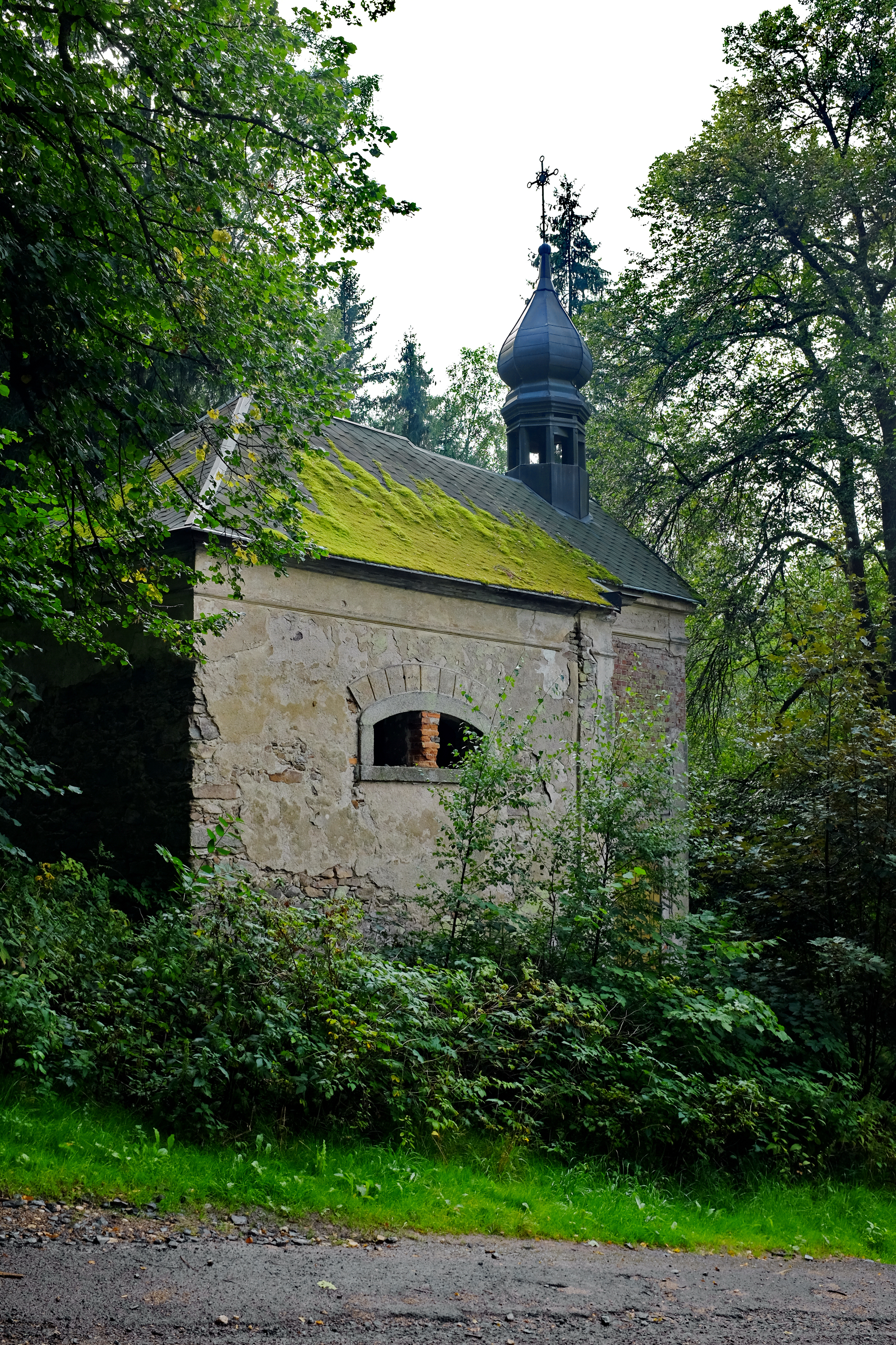
Kaple svatého Vojtěcha

- Barokní kaple svatého Vojtěcha (kulturní památka) – postavena v letech 1718–1722, opravena roku 1919.[8][12]